# Metropolitana di Losanna
La metropolitana di Losanna (métro de Lausanne in francese) è una rete di linee metropolitane a servizio della città di Losanna e del suo distretto. È composta da due linee, differenziate da numeri e colori diversi, lunghe in totale 13,7 chilometri e composte da 28 stazioni. La prima linea, la 1, fu inaugurata nel 1990 e seguita nel 2008 dalla linea 2. Una terza linea è in corso di finanziamento con apertura indicata entro il 2028. Fu costruita da 2 distinte compagnie, mentre il servizio è esercitato da una terza. Risulta essere l'unica metropolitana in Svizzera, mentre Losanna risulta essere la più piccola città al mondo dotata di una metropolitana.

## Linee
| Linea | Percorso                   | Inaugurazione | Lunghezza | Stazioni | Tipo          |
| ----- | -------------------------- | ------------- | --------- | -------- | ------------- |
| M1    | Renens CFF - Lausanne Flon | 1991          | 7,8 km    | 13       | Metrotranvia  |
| M2    | Ouchy - Les Croisettes     | 2008          | 5,9 km    | 15       | Metropolitana |

### Linea M1
Progettata a metà anni ottanta, la linea 1 della metropolitana di Losanna aprì il 24 maggio del 1991; è una metropolitana leggera con solo 3 stazioni sotterranee. Titolari sia della concessione ferroviaria che di quella per il trasporto di viaggiatori sono, dal primo gennaio 2012, i Transports publics de la région Lausannoise. In precedenza il servizio, noto anche come Metro Ouest è stato esercitato da una compagnia chiamata TSOL (Societé du tramway du Sud-Ouest lausannois SA), mentre i treni erano invece gestiti dai Transports publics de la région Lausannoise.
La linea, con 8 chilometri di lunghezza, collega il centro della città con le maggiori università e Renens ed è a binario unico e scartamento normale, anche se nella maggior parte delle stazioni (11 su 15) è presente un binario di raddoppio servito da una seconda banchina.

### Linea M2
Approvata con un referendum nel 2002, i lavori per la costruzione della linea 2 della metropolitana di Losanna partirono nel marzo 2004; l'inaugurazione avvenne il 18 settembre 2008, utilizzando in parte il tracciato della Losanna-Ouchy, prolungato con un'estensione verso Croisettes-Epalinges, attraversando così la città da nord a sud. La linea è lunga 5,9 chilometri, di cui 1,5 facevano parte dei preesistenti binari della "Ficelle" e 14 stazioni, ed è caratterizzata da pendenze tra le più ripide in Europa. È una metropolitana leggera automatica (la prima in Svizzera) su gomma (soluzione resasi necessaria a causa della forte pendenza), gestita da un'unica sala di controllo; è dotata di porte di banchina ed è interamente a doppio binario, fatta eccezione per una tratta di 200 m sotto la stazione FFS i cui costi sarebbero stati troppo elevati.

## Progetti

### Linea M3
La linea M3, in corso di finanziamento, ha lo scopo di servire l'area di sviluppo di La Blécherette e l'ovest della città (Malley, Renens Bussigny). Molto simile alla numero 2, prevede un interscambio con le prime due linee alla stazione di Losanna-Flon. Un nuovo studio condotto nel 2010 prevedeva di utilizzare una tratta della M2 fino alla stazione, abbreviandola per poi continuare verso le aree inizialmente previste e prolungando anche la M2 fino alla stazione di Losanna.